# کونوپکی-کولونگه
کونوپکی-کولونگه (به لهستانی:  Konopki-Kolonie) یک روستا در لهستان است که در گمینا گرایوو واقع شده‌است.